# Leitariegos (Cangas del Narcea)
Leitariegos (Ḷḷeitariegos o Brañas en asturiano) es una parroquia y una parroquia rural del concejo de Cangas del Narcea, en el Principado de Asturias, España.
El topónimo oficial de la parroquia es bilingüe Brañas/Leitariegos.
Situada en el puerto del mismo nombre en la carretera que une Cangas del Narcea (Principado de Asturias) con Caboalles de Abajo (León).
Su condición de puerto de paso entre Asturias y León, por el Valle de Laciana queda acreditada por el hecho de que ya en el siglo XIV el rey Alfonso XI de Castilla concedió a sus habitantes la exención del pago de cualquier impuesto y de la prestación del servicio militar, como compensación a la ayuda que prestaban a los viajeros que hacían la dura travesía.
La parroquia de Leitariegos comprende las poblaciones de Brañas de Arriba (oficialmente: Brañas d'Arriba), Brañas de Abajo (oficialmente: Brañas d'Abaxu), La Farruquita, La Pacharina, El Puertu, Trascastro (oficialmente: Trescastru), Cabuezos y La Casa las Galanas.. En el año 2008 tenía una población de 61 habitantes.

## Parroquia rural
La parroquia rural de Leitariegos se constituyó como tal mediante Decreto 123/2006, de 14 de diciembre, del Consejo de Gobierno del Principado de Asturias. Esta decisión fue tomada tras un contencioso en el Tribunal Superior de Justicia de Asturias promovido por Agustín Rodríguez Menéndez y 16 vecinos más en contra de un acuerdo del Consejo de Gobierno del 23 de febrero del 2000 que denegaba su condición de parroquia rural.
El ámbito territorial de la parroquia rural es el de la anterior Entidad Local Menor de Leitariegos y comprende las localidades de:
- Brañas de Abajo (Brañas d’Abaxu)
- Brañas de Arriba (Brañas d’Arriba)
- La Farruquita
- La Pachalina (La Pacharina)
- Puerto de Leitariegos (El Puertu)
- Trascastro (Trescastru)

## Coto y concejo
Desde, al menos, el siglo XII hasta el XVI, el coto de Leitariegos o de Brañas, con los lugares y términos de Brañas de Abajo, Brañas de Arriba, El Puerto y Trascastro fue señorío jurisdiccional del monasterio de Corias. Y, posteriormente, de 1821 a 1921, los mismos lugares formaron ayuntamiento propio en el concejo de Leitariegos, y fue finalmente anexionado al de Cangas de Tineo, en este último año.

## Demografía
| Gráfica de evolución demográfica de Leitariegos entre 1842 y 1920 |
| |
| Entre el censo de 1930 y el anterior, este municipio desaparece porque se integra en el municipio 33011 (Cangas de Narcea) Población de derecho según los censos de población del INE. Población de hecho según los censos de población del INE. |

## El Privilegio
El rey Alfonso XI de Castilla firmó en Burgos el 14 de abril de 1326 el denominado como «Privilegio de Leitariegos» en el que concedía a los «omes buenos moradores en la Casa del Puerto de Leitariegos e de Brannas e de Trascastro e de los otros lugares del dicho Puerto» una exención completa y perpetua de tributos y de prestaciones personales civiles y militares. Esta exención tenía como objetivo evitar que la zona se despoblara y que, implicítamente, los habitantes de ella continuaran con la reparación del puerto y el auxilio y la asistencia a las personas que transitaran por él, especialmente en invierno.
El Privilegio fue confirmado posteriormente por varios reyes de España hasta que en 1879 la Administración consideró que ya no eran necesarios los servicios prestados por los moradores de Leitariegos por la inauguración de la nueva carretera entre Cangas y Villablino por el puerto y lo abolió, después de 553 años.